# Phrudocentra
Phrudocentra is een geslacht van vlinders van de familie spanners (Geometridae), uit de onderfamilie Geometrinae.

## Soorten
- P. abscondita Warren, 1909
- P. affinis Warren, 1906
- P. agari Prout, 1916
- P. albiceps Warren, 1904
- P. albicoronata Prout, 1916
- P. centrifugaria Herrich-Schäffer
- P. condensata Warren, 1907
- P. contaminata Prout, 1916
- P. discata Warren, 1909
- P. eccentrica Prout, 1916
- P. flaccida Warren, 1909
- P. genuflexa Warren, 1906
- P. hydatodes Warren, 1906
- P. janeira Schaus, 1897
- P. kinstonensis Butler, 1878
- P. leuconyssa Prout, 1932
- P. marcida Warren, 1908
- P. mitigata Prout, 1912
- P. neis Druce, 1892
- P. nigromarginata Dognin, 1911
- P. niveiceps Prout, 1912
- P. opaca Butler, 1881

- P. pupillata Warren, 1897
- P. senescens Prout, 1917
- P. sordulenta Dognin, 1932
- P. subaurata Warren, 1904
- P. taediata Felder, 1875
- P. tanystys Prout, 1931
- P. trimaculata Warren, 1901
- P. vagilinea Warren, 1906
- P. vitiosaria Dognin, 1892
- P. vivida Warren, 1901